# Juin 1943 (guerre mondiale)
Chronologie de la Seconde Guerre mondiale
Mai 1943 - Juin 1943 - Juillet 1943

## Événements
- 3 juin :
  - Un Comité français de la Libération nationale (CFLN) est formé à Alger, sous la double présidence de Giraud et de Gaulle.

- 4 et 5 juin :
  - Entretiens Churchill-de Gaulle-Giraud à Alger.

- 9 juin :

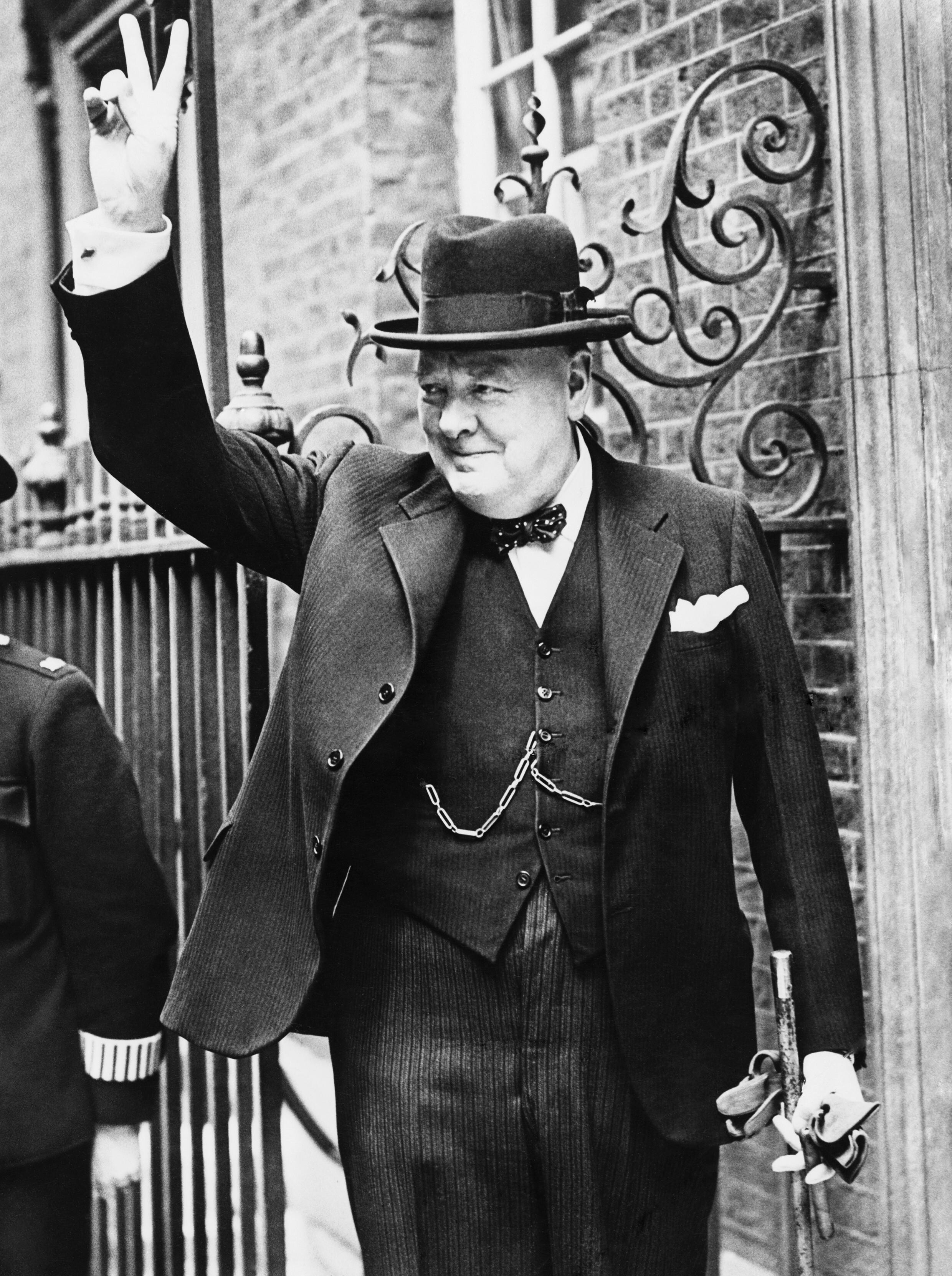
Churchill sortant du 10 Downing Street arbore le signe V de la Victoire des Alliés.

  - arrestation du général Delestraint, chef de l’Armée secrète.

- 13 juin :
  - Arrestation par la Gestapo du général Aubert Frère l'un des fondateurs de l'Organisation de résistance de l'Armée (ORA).

- 20 juin :
  - Bombardements aériens alliés du Creusot (France).

- 21 juin :
  - Arrestation par la Gestapo de Jean Moulin, Raymond Aubrac, et d'autres résistants à Caluire-et-Cuire, près de Lyon. René Hardy s'échappe.

- 23 juin :
  - Départ du 55e convoi[1] de déportation des Juifs de France, du camp de Drancy vers Auschwitz : 1 018 déportés, 72 survivants en 1945.

- 24 juin :
  - Discours à Rome de Giovanni Gentile, appelant l'ensemble des Italiens à un sursaut national contre les Alliés, alors engagés en Sicile.

- 25 juin :
  - Klaus Barbie sait qu'il détient « Max », c'est-à-dire Jean Moulin.
  - Révolte armée des Juifs du ghetto de Częstochowa.

- 30 juin :
  - À Varsovie, le général Stefan Grot-Rowecki, chef de l’Armée intérieure AK, est arrêté par les Allemands et envoyé au camp de Sachsenhausen, sur ordre de Himmler, via le siège de la Gestapo de Berlin, où il a refusé la coopération des Polonais avec les Allemands contre l’Armée rouge.